# Lúcio Opímio
Lúcio Opímio (m. 109 a.C.; em latim: Lucius Opimius) foi um político da gente Opímia da República Romana eleito cônsul em 121 a.C. com Quinto Fábio Máximo Alobrógico. Era filho de Quinto Opímio, cônsul em 154 a.C..

## Carreira
Foi pretor em 125 a.C. e, durante seu mandato, subjugou a revolta de Frégelas (em latim: "Fregellae"), que pedia a cidadania romana. Traída por um de seus cidadãos, chamado Quinto Numitório Pulo, Opímio se vingou pela revolta sobre os cidadãos e destruiu a cidade.

## Consulado (121 a.C.)

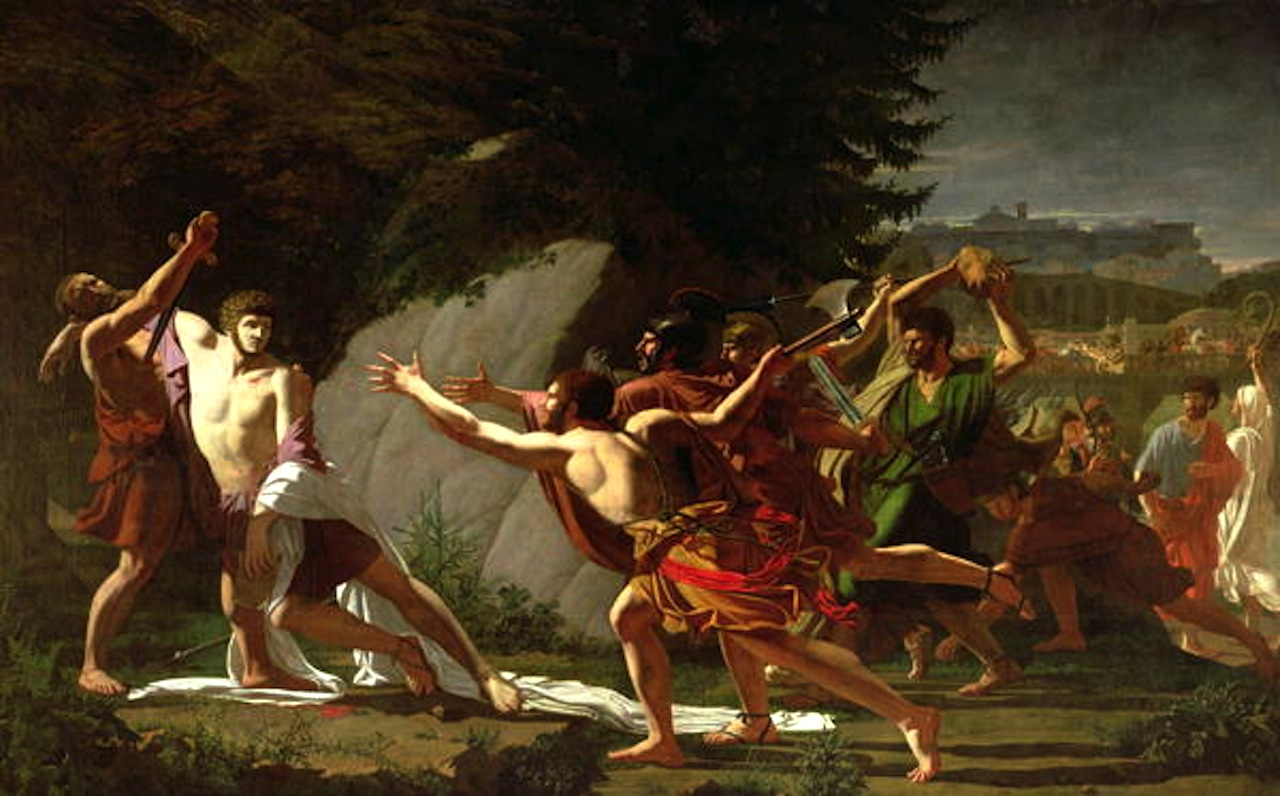
A morte de Caio Graco, com Lúcio Opímio à frente.
1792-8. Por François Topino-Lebrun

Opímio era membro do partido aristocrático do Senado Romano (os optimates), tinha forte influência sobre os demais senadores e foi um dos maiores adversários do tribuno Caio Graco. Em 123 a.C., foi candidato ao consulado para o ano seguinte, mas Graco apoiou Caio Fânio Estrabão, que acabou eleito.
No ano seguinte, foi eleito cônsul com Quinto Fábio Máximo Alobrógico e acabou participando de um dos eventos mais importantes da Roma Antiga enquanto Fábio partiu para combater as tribos celtas na Gália Transalpina.
Quando Caio Semprônio Graco e Marco Fúlvio Flaco perderam a campanha para reeleição como tribunos da plebe, Graco organizou um enorme protesto no monte Aventino. Alarmado pelo movimento, o Senado aprovou um senatus consultum ultimum que Opímio interpretou como sendo uma ordem direta para suprimir as atividades de Graco utilizando todos os meios necessários, incluindo a força. Ele então organizou um grupo de senadores e seus seguidores e partiu para o enfrentamento com Graco, Flaco e seguis partidários, conhecidos como populares. Graco e Flaco acabaram mortos nesta luta e, para limpar a cidade de seus seguidores, Opímio estabeleceu um quaestio, um tribunal que condenou à morte 3 000 homens sob a acusação de traição ("majestas").
Nesta época, foi construída, perto do Templo da Concórdia, no Fórum Romano, a Basílica Opímia, financiada por Lúcio Opímio.

### Vinho opimiano
O ano de seu consulado, também ficou lembrado pelo extraordinário calor do outono, o que permitiu uma colheita excepcional de uvas nos vinhedos de Falerno que, por sua vez, originaram um vinho de altíssima qualidade, conhecido como "vinum opimianum" (vinho opimiano). Este vinho conservou, por longos anos, sua qualidade extraordinária.
Cícero conta que ele ainda existia quando escreveu "Brutus", oitenta e cinco anos depois. Veleio Patérculo, que escreveu durante o império de Tibério, afirma que não existia mais nenhum nesta época, mas Plínio, que publicou sua obra na época de Vespasiano, menciona sua existência, inclusive em sua época, duzentos anos depois. Ele lembra, porém, que o vinho havia se reduzido à consistência de mel bruto, perdera muito da sua antiga qualidade, e assim como outros vinhos muito antigos, eram tão fortes, duros e amargos que era necessário dilui-los em água para se poder bebê-los.

## Julgamento
A vitória de Opímio estabeleceu o senatus consultum ultimum como uma prática constitucional habitual, dividindo o Senado em várias facções que passaram a utilizar o recurso uma contra as outras ao longo da história da República, gerando cada vez mais tensão entre o partidos senatoriais, uma situação que desembocaria nas guerras civis que assolaram a República e levaram ao nascimento do Império Romano na época de Augusto.
Em 120 a.C., o tribuno da plebe Quinto Décio acusou Opímio de ter executado cidadãos romanos sem julgamento prévio. Ele foi defendido pelo cônsul Caio Papírio Carbão, antigo partidário de Graco que se bandeou para o campo dos aristocratas. Porém, o terror iniciado por Opímio assustou a ordem equestre e ele acabou absolvido.
Opímio enfrentou mais tarde mais julgamentos, com resultados menos favoráveis.

## Anos finais
Em 112 a.C., Opímio liderou uma comissão enviada para organizar a divisão do Reino da Numídia entre Jugurta e seu irmão Aderbal. Todos os membros deste grupo seriam depois atacados por suspeitas de terem recebido propina de Jugurta para entregar-lhe a maior parte do país.
Esta conduta escandalosa passou despercebida por um tempo, porém, quando o exército romano, dirigido por Espúrio Póstumo Albino, foi derrotado, em 109 a.C., a indignação do povo ressurgiu e o tribuno Caio Mamílio Limetano apresentou um projeto de lei para investigar a conduta de todos os comissionários. Por causa desta lei, Opímio foi julgado juntamente com muitos outros membros da aristocracia. Ele partiu para o exílio em Dirráquio, no Epiro, onde viveu alguns anos mais, odiado e insultado pelo povo, até finalmente morrer em grande pobreza.
Cícero, que, depois de seu consulado, identificou-se com o partido aristocrático, com frequência se lamentou do destino de Opímio e se queixou da crueldade demonstrada a um homem que havia prestado muitos serviços ao seu país, como a conquista de Fregelas e a destruição de Graco. Ele o chama de "Salvador da Nação" e dizia que sua condenação era uma mácula, uma vergonha para o povo romano.